# چنگیز (نام)
چنگیز (مغولی: Чингис؛ ترانویسی: Chingis) نام افتخاری بود که در جریان قوریلتای سال ۶۰۲ ه‍.ق (۱۲۰۶ م) از سوی کوکوچو، روحانی پرنفوذ آیین تنگری‌باوری به تموچین اعطا گشت و به‌دنبال آن تأسیس امپراتوری مغول به‌رهبری تموچین، به‌عنوان چنگیز خان، شکل رسمی و علنی به‌خود گرفت. کوکوچو مدعی شده بود که گزینش نام چنگیز برای تموچین از سوی آسمان به او الهام‌شده است. شواهدی از کاربرد این نام پیش از آغاز فرمانروایی تموچین به‌دست نیامده است.
در کهن‌ترین اسناد مکتوب زبان مغولی که به خط مغولی هستند، این نام به‌صورت Chinggis ثبت‌شده است. دربین منابع قدیمی موجود به زبان فارسی، شهاب‌الدین زیدری نسوی، که نخستین مأخذ فارسی، دربارهٔ حملهٔ مغولان به ایران، یعنی نفثةالمصدور را در سال ۶۳۲ ه‍.ق نوشته، این نام را به‌صورت «چنگز (Chengez)»، آورده است. در جامع‌التواریخ که مستقیماً از منابع مغولی بهره‌برده، این نام، با الفبای فارسی به‌شکل «چینگگیز (Chinggiz)» آمده است. املای رایج و عادی امروزی، نخستین‌بار در طبقات ناصری به‌کاررفته است. بنابر دانشنامهٔ ایرانیکا صورت فارسی «چنگیز» نه برپایهٔ شکل این نام در مغولی، بلکه متأثر از خوانش ترکی‌شدهٔ آن، یعنی Chingiz است.

## خاستگاه و معنی
منشأ نام چنگیز به‌درستی شناخته‌شده نیست، و چند نظریه پیرامون خاستگاه آن مطرح‌شده است. مهم‌ترین آن‌ها عبارت‌اند از:
- رشیدالدین فضل‌الله همدانی در جامع‌التواریخ، آن را صورت جمع واژهٔ مغولی «چینگ»، به‌معنی قوی و توانمند ذکر کرده، و بهترین معادل فارسی برای آن را شاهنشاه دانسته است.
- برخی پژوهشگران امروزی، چنگیز را نسخهٔ مغولی و دگرگون‌شدهٔ واژهٔ tengis به‌معنی اقیانوس در ترکی باستان دانسته‌اند. برپایهٔ این دیدگاه، با افزودن عنوان خان، کلیت نام چنگیز خان، به‌معنای «فرمانروای اقیانوس‌وار» است.
- گروهی دیگر از پژوهشگران یکی از دو عنوان باستانی «شانیو» یا «تگین» را که در عهد باستان، میان سردمداران هون، ترک و مغول کاربرد داشته را خاستگاه نام چنگیز معرفی کرده‌اند. بدین‌صورت، که با گذر سده‌ها یکی از این دو عنوان در پی تحولات زبانی چنان دگرگون‌شده که سرانجام شکل Chinggis به‌خود گرفته است.
- برپایهٔ نظریهٔ دیگری، این نام ریشه در سنت مذهبی شمنی دارد، و شاید بین آن و نام خدای تنگری ارتباطی وجود داشته باشد.

## ایرانیان سرشناس با نام چنگیز
- چنگیزخان میرزا، پسر نادرشاه
- چنگیز جلیلوند، صداپیشه و بازیگر
- چنگیز وثوقی، بازیگر
- چنگیز شهوق، نقاش و مجسمه‌ساز
- چنگیز حبیبیان، خواننده
- چنگیز مهدی‌پور، عاشیق
- چنگیز مولایی، زبان‌شناس
- چنگیز صیاد، تدوین‌گر و صداگذار